# Federal Foods
Federal Foods é uma empresa alimentícia dos Emirados Árabes Unidos fundada em 1991, atua na produção e distribuição de alimentos, possui cerca de 1 250 empregados no Emirados Árabes e no Qatar, em Janeiro de 2013 a multinacional brasileira Brasil Foods concluiu a compra de 49% da empresa por US$ 37,1 milhões. A empresa está situada em Mina Rd, Nr Coco Cola, Abu Dhabi, 4292.